# Dasymys griseifrons
Dasymys griseifrons — вид гризунів родини мишевих (Muridae). Зустрічається тільки в Ефіопії. До 2004 року він вважався підвидом D. incomtus і, насправді, деякі таксономічні моделі все ще включають його. Це досить великий вид, який виділяється розміром міжорбітального звуження.